# Juan Ignacio Acosta Cabrera
Juan Ignacio Acosta Cabrera (Santa Rosa, Paraguay, 8 de marzo de 1985) es un exfutbolista paraguayo nacionalizado chileno. Jugaba de delantero y su actual equipo es Germinal de Rawson, equipo que juega el Torneo Argentino B.

## Trayectoria
Realizó inferiores por 8 años en Colo Colo y Huachipato ya que su padre es Chileno, después fue vendido a las inferiores de Platense, donde debutó en el primer equipo en 2002. En Platense salió goleador de su equipo en la temporada 2005/2006 de la Primera B. A mediados de 2007 se fue al Alianza Lima de Perú, con el que anotó 2 goles. En 2008 fichó por el club San Martín de Tucumán, con el que consiguió el ascenso a Primera División. Sin embargo, no siguió en el equipo tucumano y fichó por Los Andes, donde jugó toda la temporada 2008/09. Luego continuó su carrera en Atlanta, Boca Unidos y Acassuso, equipos también del ascenso argentino y en el 2013, Acosta vuelve a Chile, país natal de su padre, pero ahora para jugar en Lota Schwager. En enero del 2014, Acosta pasa a Germinal de Rawson.

## Clubes
| Club                   | País      | Año       |
| ---------------------- | --------- | --------- |
| Platense               | Argentina | 2002-2006 |
| Fernando de la Mora    | Paraguay  | 2007      |
| Alianza Lima           | Perú      | 2007      |
| Sport Colombia         | Paraguay  | 2008      |
| San Martín de Tucumán  | Argentina | 2008      |
| Los Andes              | Argentina | 2008-2009 |
| Atlanta                | Argentina | 2009-2010 |
| Boca Unidos            | Argentina | 2010      |
| Acassuso               | Argentina | 2011-2012 |
| Defensores Unidos      | Argentina | 2012      |
| Lota Schwager          | Chile     | 2012      |
| Dock Sud               | Argentina | 2013      |
| Luján                  | Argentina | 2013      |
| Atlético Laguna Blanca | Argentina | 2013      |
| Germinal               | Argentina | 2014-2016 |
| Merlo                  | Argentina | 2016      |
| Sacachispas            | Argentina | 2016-2019 |
| San Martin de Burzaco  | Argentina | 2019-2021 |